# Мукер, Иван
Иван Мукер (сербохорв. Иван Мукер / Ivan Muker; 25 июня 1914, Ной-Пела — 12 марта 1942, Смедеревска-Паланка) — югославский рабочий, партизан Народно-освободительной войны и Народный герой Югославии.

## Биография
Родился 25 июня 1914 года в австрийском местечке Ной-Пела в Нижней Австрии. Родители — выходцы из Дарувара (Славония). Отец по профессии был слесарем, с семьёй вернулся в 1917 году в Дарувар. Иван проживал после этого в городах Пакрац, Босански-Брод, Славонски-Брод, Крушевац и Смедеревска-Паланка.
Иван, окончив школу, был призван в югославскую армию и служил там до 1937 года. После этого устроился работать на железнодорожную фабрику в Славонски-Броде (позднее перебрался в Крушевац). Хорошо владел немецким языком, который выучил благодаря отцу, прожившему в Нижней Австрии значительное время. Был полиитческим активистом, возглавлял руководство рабочего синдиката. В 1938 году был принят в Коммунистическую партию Югославии, а после раскрытия деятельности коммунистов на заводе угодил в тюрьму, где подвергался побоям и пыткам.
В 1940 году Иван вернулся в Смедеревску-Паланку вместе с супругой и дочкой. Устроился на работу на другой железнодорожный завод «Ясеница», в том же году вместе с парой друзей основал партийную ячейку в Смедеревске-Паланке. В марте 1941 года вошёл в состав местного горкома. После вторжения немцев в страну остался в городе для подготовки к вооружённому восстанию. Организовал Паланскую партизанскую роту 6 июля 1941, куда вошло около 60 рабочих. Выполнял различные партзадания, а после разгрома партийной организации 18 июля вошёл в состав роты 20 июля. В конце 1941 года уже был заместителем политрука, а затем возглавил и саму роту. В феврале 1942 года вошёл в состав штаба Космайского партизанского отряда, в котором тоже вскоре занял должность командира.
В составе Паланской роты провёл множество боёв и сражений. Благодаря знанию немецкого языка Иван умело вводил немцев в заблуждение и отводил их прямо к партизанским засадам. Так, в сентябре 1941 года близ Башина отряд Ивана атаковал немцев и взорвал машину с немецким комиссаром. Попавшие в плен немцы были разоружены партизанами и отправлены в Паланку. После того, как вермахт отправил подкрепление и взял в кольцо таверну, в которой партизаны скрывались от немцев, Иван переоделся в немецкую униформу (не забыв надеть стальной немецкий шлем), переговорил с немцами, вынудил их отвести войска и вывел партизан из окружения.
Особенно ярко себя Мукер проявил в битве при Азане 28 сентября 1941: его рота сумела уничтожить 106 немецких солдат и офицеров, а также подорвать несколько железнодорожных станций и разгромить части Сербского корпуса СС близ села Ковачац. В Кусадаке он взорвал немецкий состав с продовольствием, который шёл из Паланки, и разрушил полностью локомотив. Участвовал также в битвах при Ужице, Коране и Пранянах.
После Первого антипартизанского наступления с остатками роты вынужден был покинуть Ужице по приказу Главного штаба НОАЮ в Сербии и направиться в Шумадию, где с Космайским партизанским отрядом продолжил войну против немцев. Продемонстрировал в боях большую отвагу и смекалку: в битве при Шаргане спас раненую девушку, которая лежала на снегу; в селе Мравиняц близ Валево в стычке с лютичевцами из Сербского корпуса СС спас ещё одного раненого солдата. Ещё один подвиг он совершил в селе Трешневица: его колонна вместе с командиром отряда столкнулась с патрулём чётников, которые открыли огонь из ружей и пулемётов. Иван ловко схватился за дуло одного из пулемётов, выхватил оружие из рук чётника и метким огнём уничтожил несколько десятков солдат противника. Победа, однако, досталась дорогой ценой: Иван получил лёгкое ранение, а командир отряда погиб в бою.
В феврале 1942 года Иван Мукер был избран командиром отряда на совещании. Продолжил борьбу с немцами близ Венчана 28 февраля. По пути из села Мирославац в Паланку он был тяжело ранен, но сам переплыл реку и 6 марта прибыл в Паланку. Патрули вермахта продолжили преследование Ивана и 12 марта окружили дом, в котором он укрылся. Партизанский командир предпочёл покончить с собой, дабы не доставаться врагу живым, что он и сделал. 13 марта 1942 немцы отвезли его труп в Смедеревску-Паланку и повесили его на центральной площади для устрашения местных жителей, хотя прекрасно знали об обстоятельствах гибели.
8 октября 1953 указом Иосипа Броза Тито Иван Мукер был посмертно награждён орденом и званием Народного героя Югославии.